# Les Sept Fantômettes
Les Sept Fantômettes est le 10e roman de la série humoristique Fantômette créée par Georges Chaulet.
Le roman, publié en 1967 dans la Bibliothèque rose des éditions Hachette, comporte 182 pages. Il évoque les recherches entreprises par Fantômette pour rechercher un tube contenant de l’arsenic caché dans le corps d'une « poupée Fantômette ». Le problème est que sept modèles de cette poupée ont été mis en vente et que l'on ignore dans laquelle de ces poupées a été inséré le tube. Des bandits sont aussi à la recherche des sept poupées Fantômette.

## Notoriété
De 1961 à 2000, les ventes cumulées des titres de Fantômette s'élèvent à 17 millions d'exemplaires, traductions comprises.
Le roman Les Sept Fantômettes a donc pu être vendu à environ 300000 exemplaires.
Comme les autres romans, il a été traduit en italien, espagnol, portugais, en flamand, en danois, en finnois, en turc, en chinois et en japonais.

## Personnages principaux
- Françoise Dupont / Fantômette : héroïne du roman
- Ficelle : amie de Françoise et de Boulotte
- Boulotte : amie de Françoise et de Ficelle
- Annie Barbemolle : fille du directeur de l'usine de fabrication de poupées
- M. Barbemolle : directeur de l'usine de fabrication de poupées
- Cornichon : le préposé aux expéditions de l'usine de fabrication de poupées
- Joachim Nouba : homme de confiance du président de Vésanie
- Crânuf et Cheveluf : deux agents secrets venus de Vésanie
- Jacky Domino et sa mère : possesseurs d'une poupée Fantômette
- Mlle Bigoudi : institutrice
- Œil-de-Lynx : journaliste

## Résumé
Remarque : le résumé est basé sur l'édition cartonnée non abrégée parue en 1967 en langue française.
- Mise en place de l'intrigue (chapitres 1 et 2)

Un homme est pourchassé ; il se réfugie dans le dépôt d'une usine de fabrication de poupées. Il cache un objet mystérieux dans une poupée avant de prendre la fuite. Le lendemain matin, à l'école, Françoise, Boulotte et Ficelle apprennent par leur amie Annie qu'un inconnu a pénétré dans l'usine dont son père est le directeur : un carreau a été cassé et l’intrus s'est blessé (on a retrouvé des traces de sang). Ficelle décide de devenir journaliste et de créer un journal qui s'appellera « Le Suréminent », et cette mystérieuse affaire de carreau cassé sera le premier article de son futur journal.
- Aventures et enquête (chapitres 3 à 14)

Les jeunes filles commencent leur enquête et se rendent à l'usine, où elle rencontrent le directeur. Surgit alors un homme qui réclame une poupée Fantômette. Déclarant s'appeler Joachim Nouba, il explique que la poupée est recherchée par Crânuf et Cheveluf, deux agents secrets venus d'un pays lointain, la Vésanie. La veille au soir, Nouba, qui s'était emparé d'un tube en aluminium des deux agents secrets contenant de l'arsenic (destiné à empoisonner le président de Vésanie), était poursuivi par ses ennemis. Il avait inséré le tube dans la poupée Fantômette. Mais voici qu'il apprend qu'elle vient d'être vendue à deux hommes qui probablement sont  Crânuf et Cheveluf.
Les jeunes filles se mettent à chercher les deux hommes. Elles découvrent leur domicile à l'hôtel de la rue-du-chat-qui-louche et qu'ils y ont enfermé Joachim Nouba. Elles font évader Nouba et aiguillent les bandits sur une fausse piste. La poupée Fantômette achetée par les bandits ne contenait pas le tube en aluminium : où se trouve-t-il ? Françoise émet l'hypothèse que plusieurs poupées Fantômette se trouvaient dans le local lorsque Joachim Nouba a caché le tube : celui-ci est donc dans une autre poupée Fantômette. Elles apprennent que le soir de l'intrusion, il y avait sept poupées dans le local : il reste donc à retrouver les six autres poupées, le tube doit se trouver dans l’une d'elles. Ficelle commence à rédiger le deuxième numéro du Suréminent, dont le titre principal commence par : « L'intrépide Ficelle retrouve le formidable tube, grâce à son flair de renard et à sa ruse de fox-terrier ».
Les recherches s'organisent et les jeunes filles doivent retrouver les six autres poupées Fantômette qui ont été vendues : deux au magasin « Au Grand Poucet », une à un forain, une aux « Galeries Farfouillette », une envoyée au Japon, une dernière remise à M. Babillard (représentant de commerce).
Les jeunes filles décident de retrouver ces six poupées. Elles ignorent que leur petit groupe a été repéré par Crânuf et Cheveluf et qu'ils les suivent à distance. Profitant d'un instant où les jeunes filles sont distraites, ils enlèvent Françoise et l'emmènent dans la villa Ma Pomme, leur quartier général. Ficelle, Boulotte et Annie reçoivent l’aide de Joachim Nouba et à eux quatre libèrent Françoise.
L'enquête des jeunes filles continue pour retrouver les poupées : elles rendent visite au forain et au représentant de commerce, mais en vain. Il ne reste qu'une dernière poupée, envoyée au Japon. Mais Françoise veut vérifier que la poupée a vraiment été envoyée en Asie par la poste. Elle contacte Cornichon, le préposé aux expéditions de l'entreprise. La poupée n'a pas été encore envoyée et se trouve à quelques mètres de lui. On examiner la poupée : elle est vide !
- Dénouement et révélations finales (chapitres 15 et 16)

Fantômette va cambrioler la résidence de Joachim Nouba car elle a acquis la certitude que c'est lui qui s'est emparé du tube. Elle pense aussi qu'il n'est pas l’homme de confiance du président de la Vésanie (ce pays n'existe pas) et que le tube ne contient pas d'arsenic. Mise en présence de Nouba, ce dernier avoue : il s'appelle Jean Panard et a volé à Amsterdam, avec ses deux complices, des diamants. Il a voulu garder le butin pour lui seul et doubler ses complices, lesquels le recherchent. Toute l'histoire de l’arsenic était fausse. L'homme fait fuir Fantômette de son domicile, récupère les diamants qu’il avait cachés dans une savonnette. Ses anciens complices arrivent et une sévère explication a lieu entre les trois hommes, qui sont interpellés par les policiers du commissaire Maigrelet.
Les dernières pages du roman sont un entretien entre le journaliste Œil-de-Lynx et Fantômette publié dans « Framboisy-Matin ». On y apprend notamment que Fantômette avait retiré les diamants de la savonnette avant le retour de Nouba et les avait renvoyés au bijoutier volé. Pour sa part Ficelle rédige une édition spéciales du « Suréminent », laquelle fut saisie par l'institutrice Mlle Bigoudi.

## Autour du roman
Une grande partie du roman met en scène Françoise et non pas Fantômette elle-même.